# Vaasan Sport
Vaasan Sport (w skrócie Sport) – fiński klub hokejowy z siedzibą w Vaasa, występujący w rozgrywkach Liiga.
Do 2014 zespół występował w drugoligowych rozgrywkach Mestis, a w 2014 został przyjęty do Liiga.
Trenerami klubu byli m.in. Jukka Jalonen, od 2013 do 2018 Tomek Valtonen.

## Sukcesy
- Srebrny medal Mestis: 2005, 2006
- Brązowy medal Mestis: 2007
- Złoty medal Mestis: 2009, 2011, 2012

## Zawodnicy
Zastrzeżone numery
- 14 – Sami Laaksoharju
- 27 – Tomi Väkelä
- 29 – Håkan Hjerpe